# 马克·雷诺兹 (帆船运动员)
马克·雷诺兹（英語：Mark Reynolds，1955年11月2日—），美国男子帆船运动员。他曾代表美国参加1988年、1992年、1996年和2000年夏季奥林匹克运动会帆船比赛，获得二枚金牌和一枚银牌。